# Balaxanıda neft fontanı
Balaxanıda neft fontanı (azer. Balaxanıda neft fontanı, ros. Нефтяной фонтан на промысле Балаханы) – niemy film dokumentalny, w reżyserii Aleksandra Miszona, zrealizowany 4 sierpnia 1898 w Baku i zaprezentowany na Międzynarodowej Wystawie w Paryżu. Film został nakręcony przy użyciu techniki Kinematografu braci Lumière. Jest to jeden z pierwszych filmów w historii azerskiego kina. Film pokazuje wydobywającą się „fontannę oleju” z platform wiertniczych na polu naftowym w pobliżu wsi Balaxanı, obecnie w rejonie Sabunçu, w granicach Baku.